# قرار مجلس الأمن التابع للأمم المتحدة رقم 137
قرار مجلس الأمن التابع للأمم المتحدة رقم 137، المعتمد في 31 مايو 1960، أشار مع الأسف إلى وفاة القاضي السير هيرش لوترباخت في 8 مايو. ثم قرر المجلس أنه وفقا للنظام الأساسي محكمة العدل الدولية، سيتم ملء المقعد الشاغر في المحكمة عن طريق انتخابات في الجمعية العامة ستجري خلال الدورة الخامسة عشرة.
وقد اعتمد القرار بدون تصويت.